# Aéroport international de Philadelphie
Ne doit pas être confondu avec Northeast Philadelphia Airport.
L'aéroport international de Philadelphie (code IATA : PHL • code OACI : KPHL) est le principal aéroport de l'État de Pennsylvanie, desservant notamment la ville de Philadelphie.
Pour la compagnie aérienne américaine US Airways, c'est la seconde plate-forme de correspondance en importance (et la première pour le trafic international).
C'est le dix-huitième aéroport nord-américain avec plus de 30,669 millions de passagers qui y ont transité en 2009

## Situation
Les installations sont situées à la limite sud-ouest de la ville de Philadelphie, en majeure partie sur le territoire de celle-ci, tandis que le terminal international et l’ouest de l’emprise aéroportuaire sont situés sur le territoire de Tinicum Township. L’aéroport est bordé au sud par le fleuve Delaware, qui constitue la frontière entre la Pennsylvanie et le New Jersey.

### Carte des 30 principaux aéroports américains
| \| 500 km1:17 479 000 \| Atlanta Los Angeles Chicago · O'Hare Chicago · Midway Dallas · Fort Worth New York · JFK Newark · Liberty New York-LaGuardia Denver San Francisco Charlotte Las Vegas Phoenix Miami Houston Seattle Orlando Minneapolis · Saint-Paul Boston Détroit Philadelphie Fort Lauderdale · Hollywood Baltimore Washington · R. Reagan Washington · Dulles Salt Lake City San Diego Honolulu Tampa Portland |
| 500 km1:17 479 000 |

## Histoire
Le terrain où est situé l'aéroport est à l'origine une île nommée Hog qui sert de chantier naval à trois sociétés au début du XXe siècle. Après la Première Guerre mondiale et la fermeture de ceux-ci, le Corps du génie de l'armée des États-Unis comble le ruisseau qui faisait de cet endroit une île. La ville de Philadelphie entre dans l'histoire de l'aviation en 1925 lorsqu'elle fournit 125 acres (0,5 km2) de terre pour l'entraînement des aviateurs de la Garde nationale de Pennsylvanie.
En 1926, la ville signe un accord avec la Ludington Exhibition Company, le prédécesseur d'Eastern Air Lines, pour gérer ce terrain sous le nom de « Municipal Aviation Landing Field » (ce qui signifie en français : terrain d'atterrissage d’aviation municipal).
Le 22 octobre 1927 est un jour historique pour Philadelphie et son aéroport quand le Spirit of St. Louis, piloté par Charles Lindbergh, atterrit sur cet aéroport, à la suite de son vol en solitaire de New York à Paris.

## Statistiques
Pour des raisons techniques, il est temporairement impossible d'afficher le graphique qui aurait dû être présenté ici.

Voir la requête brute et les sources sur Wikidata.

## Compagnies aériennes et destinations
| Compagnies           | Destinations | Refs   |
| -------------------- | --- | ------ |
| Aer Lingus           | Dublin | [ 3 ]  |
| Air Canada Express   | Montréal (P.-E.-Trudeau), Toronto (Pearson) | [ 4 ]  |
| Alaska Airlines      | Seattle-Tacoma | "      |
| American Airlines    | - Amsterdam, - Aruba-Reine-Beatrix, - Atlanta H.-Jackson, - Austin-Bergstrom, - Barcelone-El Prat, - Boston Logan, - Burlington, - Cancún, - Charleston, - Charlotte Amalie - Cyril E. King, - Charlotte-Douglas, - Chicago-O'Hare, - Cleveland-Hopkins, - Dallas-Fort Worth, - Denver, - Doha-Hamad, - Dublin, - Fort Lauderdale-Hollywood, - Fort Myers, - Grand Cayman-O. Roberts, - Houston-George Bush, - Indianapolis, - Jacksonville, - Kansas City, - Key West, - Knoxville-McGhee Tyson (en), - Lambert-Saint Louis - Las Vegas-Harry-Reid, - Lisbonne-H. Delgado, - Londres-Heathrow, - Los Angeles, - Madrid-Barajas, - Miami, - Montego Bay-Donald Sangster, - Nashville, - Nassau L. Pindling, - La Nouvelle-Orléans-L. Armstrong, - Orlando, - Palm Beach, - Paris-Charles de Gaulle, - Phoenix-Sky Harbor, - Pittsburgh, - Portland (Maine), - Providenciales, - Punta Cana, - Raleigh-Durham, - Rome Léonard-de-Vinci/Fiumicino, - Saint-Martin - Princesse-Juliana, - San Diego, - San Francisco, - San Juan - Luis-Muñoz-Marín, - Sarasota-Bradenton, - Seattle-Tacoma, - Tampa, - Zurich En saison : - Athènes E.-Venizélos, - Bangor, - Bridgetown-Grantley-Adams, - Hamilton-L.F. Wade, - Burlington, - Cincinnati-Northern Kentucky, - John Glenn Columbus, - Copenhague-Kastrup, - Détroit, - Halifax (Stanfield), - Liberia-D.-Oduber, - Milwaukee-General Mitchell, - Minneapolis-Saint-Paul, - Myrtle Beach, - Naples-Capodichino, - Nice-Côte d'Azur, - Pensacola, - Portland, - Providence-T. F. Green, - Sainte Lucie-Hewanorra, - Salt Lake City, - San Antonio, - Savannah - Venise - Marco Polo | [ 6 ]  |
| American Eagle       | - Albany, - Asheville, - Atlanta H.-Jackson, - Bangor, - Birmingham-Shuttlesworth, - Buffalo-Niagara, - Burlington, - Charleston, - Cincinnati-Northern Kentucky, - Cleveland-Hopkins, - Columbia Metropolitan, - John Glenn Columbus, - Dayton, - Détroit, - Grand Rapids-G. R. Ford, - Greensboro (en), - Greenville-Spartanburg, - Harrisburg (Middletown), - Hartford-Bradley, - Houston-George Bush, - Indianapolis, - Jacksonville, - Kansas City, - Knoxville-McGhee Tyson (en), - Lambert-Saint Louis, - Lexington-Blue Grass (en), - Louisville-Standiford Field, - Madison (comté de Dane), - Manchester (New Hampshire), - Memphis, - Milwaukee-General Mitchell, - Minneapolis-Saint-Paul, - Montréal (P.-E.-Trudeau), - Myrtle Beach, - Nashville, - New York-LaGuardia, - Norfolk, - Pensacola, - Pittsburgh, - Portland (Maine), - Providence-T. F. Green, - Raleigh-Durham, - Richmond-Byrd Field, - Roanoke–Blacksburg (en), - Rochester (État de New York), - Salisbury (Wicomico County) (en), - Savannah, - State College, - Syracuse-Hancock, - Toronto (Pearson), - Washington-Reagan, - Watertown, - Wilmington (en) En saison : - Fort Walton-Nord Floride, - Hilton Head Island , - Martha's Vineyard (en) , - Nantucket Memorial (en) , - Plages du nord-ouest de la Floride, - Québec (Jean-Lesage), - Sarasota-Bradenton, - Traverse City-Cherry Capital | [ 6 ]  |
| British Airways      | Londres-Heathrow | [ 9 ]  |
| Contour Airlines     | Altoona (comté de Blair) (en), Ogdensburg (en), Plattsburgh |        |
| Delta Air Lines      | Atlanta H.-Jackson, Minneapolis-Saint-Paul, Salt Lake City | [ 10 ] |
| Delta Connection     | Boston Logan, Détroit | [ 11 ] |
| Discover Airlines    | Francfort |        |
| Frontier Airlines    | - Atlanta H.-Jackson, - Boston Logan, - Buffalo-Niagara, - Cancún, - Charlotte-Douglas, - Chicago-Midway, - Chicago-O'Hare, - Cincinnati-Northern Kentucky, - Cleveland-Hopkins, - John Glenn Columbus, - Dallas-Fort Worth, - Denver, - Détroit, - Fort Lauderdale-Hollywood, - Fort Myers, - Indianapolis, - Jacksonville, - Lambert-Saint Louis, - Kansas City, - Knoxville-McGhee Tyson (en), - Las Vegas-Harry-Reid, - Miami, - Milwaukee-General Mitchell, - Minneapolis-Saint-Paul, - Nashville, - La Nouvelle-Orléans-L. Armstrong, - Norfolk, - Orlando, - Palm Beach - Pensacola, - Pittsburgh, - Portland (Maine), - Punta Cana, - Raleigh-Durham, - San Juan - Luis-Muñoz-Marín, - Sarasota-Bradenton, - Tampa En saison : Charleston, Montego Bay-Donald Sangster, Myrtle Beach, Saint-Domingue Las Américas, Savannah |        |
| JetBlue              | Boston Logan |        |
| Southwest Airlines   | - Atlanta H.-Jackson, - Chicago-Midway, - Denver, - Lambert-Saint Louis, - Nashville, - Orlando, - Tampa En saison : - Dallas-Love Field, - Fort Lauderdale-Hollywood, - Houston-W. P. Hobby, - Las Vegas-Harry-Reid, - Palm Beach, - Phoenix-Sky Harbor |        |
| Spirit Airlines      | - Atlanta H.-Jackson, - Cancún, - Dallas-Fort Worth, - Détroit, - Fort Lauderdale-Hollywood, - Houston-George Bush, - Las Vegas-Harry-Reid, - Los Angeles, - Miami, - Nashville, - Orlando, - San Juan - Luis-Muñoz-Marín En saison : Fort Myers, Punta Cana, Tampa |        |
| Sun Country Airlines | En saison : Minneapolis-Saint-Paul |        |
| United Airlines      | Chicago-O'Hare, Denver, Houston-George Bush, San Francisco | [ 12 ] |
| United Express       | Chicago-O'Hare, Houston-George Bush, Washington-Dulles | [ 12 ] |

Édité le 15/01/2020 Actualisé le 03/06/2024

## Accidents et incidents
- 13 mars 2014: Un Airbus A320 de la compagnie aérienne américaine US Airways opérant le vol 1702 entre Philadelphie et Fort Lauderdale rate son décollage[14], son train d'atterrissage avant s'étant affaissé à la suite de l'explosion de l'un des pneus. L'avion s'est alors incliné vers l'avant et finit son décollage dans l'herbe, les pilotes ayant interrompu la procédure. L'incident fut spectaculaire mais ne fit heureusement aucun blessé.

## Galerie d'images

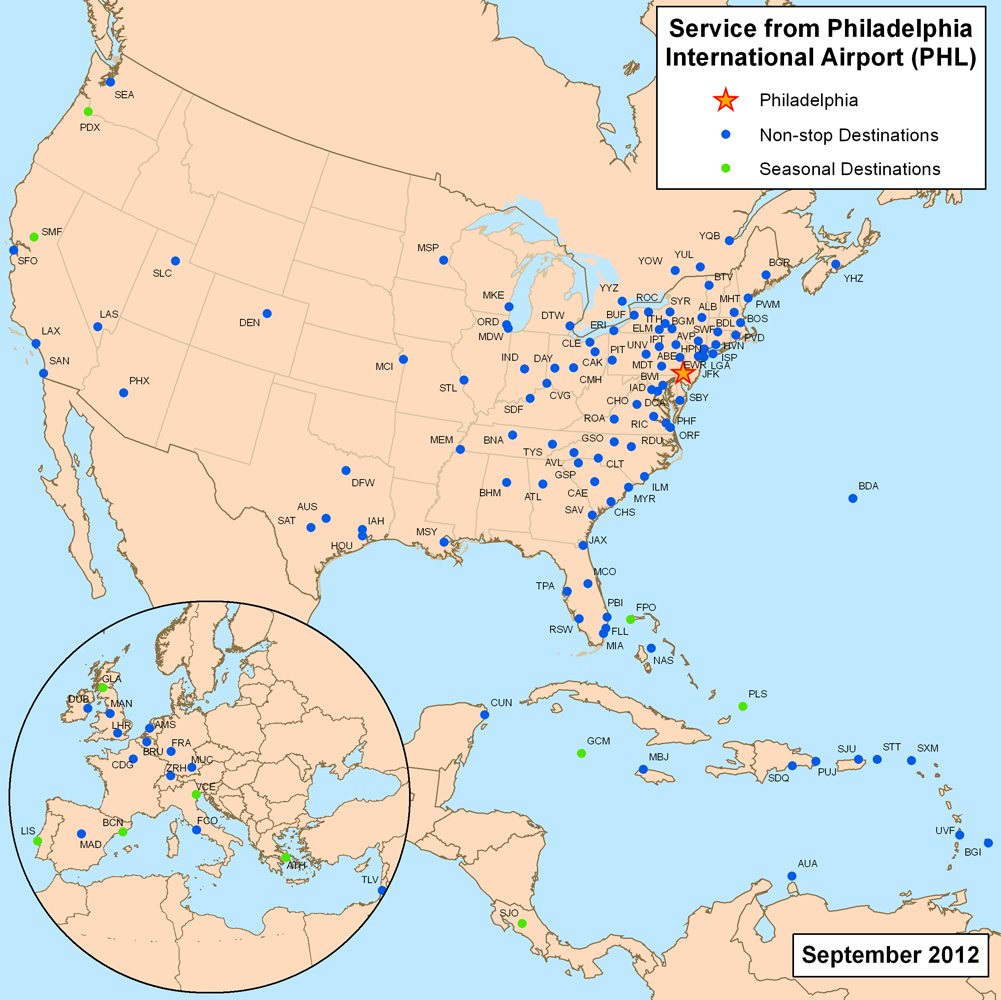
Aéroports desservi depuis Philadelphie en septembre 2007.
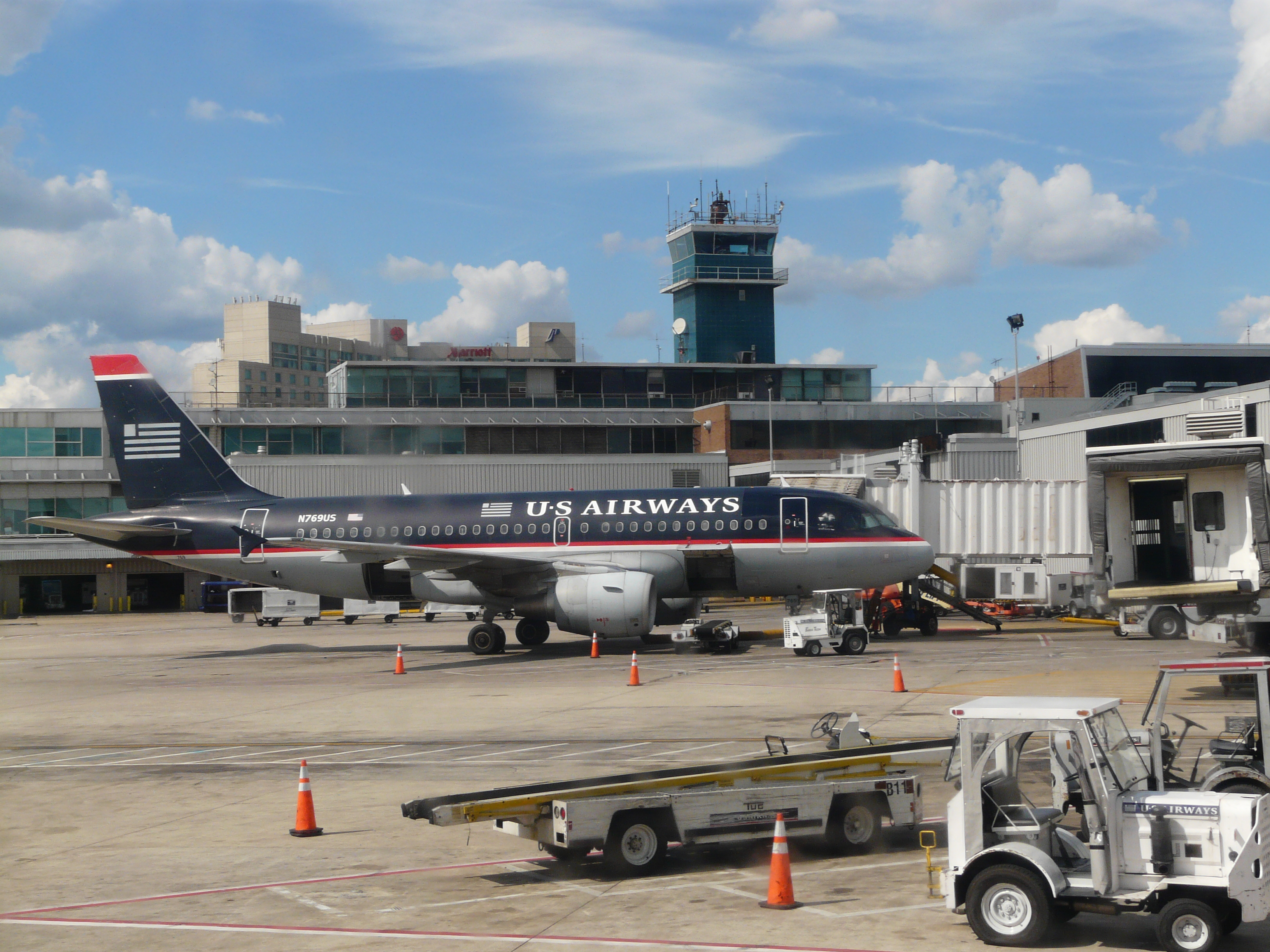
Une aérogare et la tour de contrôle en 2008.